# Аллахвердиев, Бахтияр Ахмед оглы
Бахтияр Ахмед оглы Алахвердиев (азерб. Bəxtiyar Əhməd oğlu Allahverdiyev; 1909, Чайлы, Кавказское наместничество — 1974, Чайлы, Газахский район) — советский азербайджанский хлопковод, Герой Социалистического Труда (1950).

## Биография
Родился в 1909 году в селе Чайлы Казахкого уезда Елизаветпольской губернии (ныне Казахский район Азербайджана).
Работал звеньевым в колхозе имени Сталина Казахского района Азербайджанской ССР. В 1949 году получил урожай хлопка 80,6 центнера с гектара на площади 7 гектаров.
Указом Президиума Верховного Совета СССР от 12 июля 1950 года за получение высоких урожаев хлопка на поливных землях в 1949 году Аллахвердиеву Бахтияру Ахмед оглы присвоено звание Героя Социалистического Труда с вручением ордена Ленина и золотой медали «Серп и Молот».
Активно участвовал в общественной жизни Азербайджана. Член КПСС с 1947 года.
Скончался в 1974 году в родном селе.